# Jantyikovói járás
A Jantyikovói járás (oroszul Янтиковский район, csuvas nyelven Тăвай районĕ) Oroszország egyik járása Csuvasföldön. Székhelye Jantyikovo.

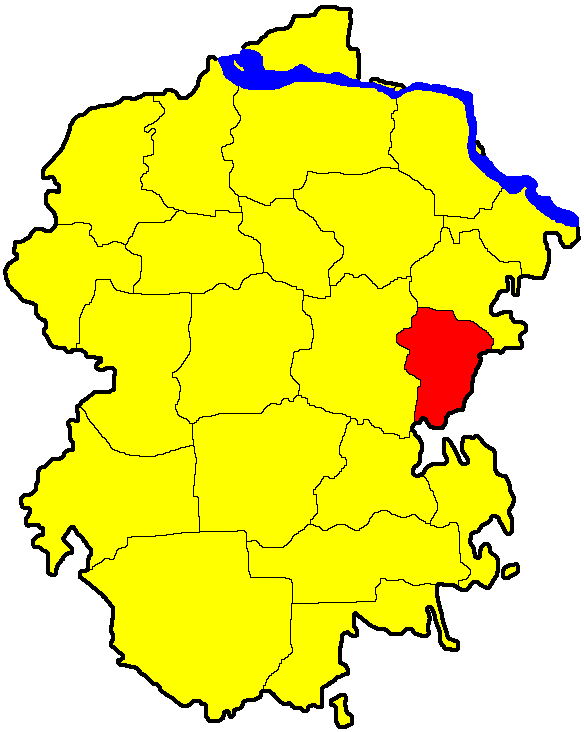
A Jantyikovói járás Csuvasföldön

## Népesség
- 1989-ben 20 017 lakosa volt.
- 2002-ben 18 580 lakosa volt, melynek 90%-a csuvas.
- 2010-ben 16 421 lakosa volt.